# Sharon Forrester
Sharon Forrester (sinh năm 1956) là một ca sĩ reggae người Jamaica đã thành công trong những năm 1970 và 1990.

## Tiểu sử
Sinh ra ở Kingston, Jamaica vào năm 1956, Forrester sinh ra trong một gia đình âm nhạc và bắt đầu ca hát từ khi còn nhỏ, hát trong dàn hợp xướng nhà thờ từ năm sáu tuổi. Sau khi biểu diễn cho khách du lịch ở bờ biển phía bắc Jamaica, cô xuất hiện trên truyền hình cùng với Richard Ace và được giới thiệu với Geoffrey Chung. Cô đã thành công vào năm 1973 với đĩa đơn "Silly Was't I", do Chung sản xuất và được hỗ trợ bởi ban nhạc Now Generation của anh ấy, và biểu diễn cùng với The Wailers tại buổi hòa nhạc lợi ích của người Ethiopia vào cuối năm đó. Chung cũng sản xuất album đầu tay của cô, Sharon, hầu hết được thu âm tại Vương quốc Anh vào năm 1974 do một cuộc đình công của các nhạc sĩ ở Jamaica. Khi ở Anh, cô đã xuất hiện trong bộ phim BFI Moon Over the Alley cùng với Daniel Ray. Vào mùa thu năm 1974, cô là một phần của tour diễn quốc tế Jamaica Showcase, cùng với Dennis Brown, The Maytals và Cynthia Richards, và cô cũng xuất hiện trên chương trình truyền hình Aquarius của Anh, trình diễn một phiên bản " Here Comes the Sun " của George Harrison Mặt trời ". Trong suốt hai mươi năm tiếp theo, cô chỉ thu âm không liên tục và thỉnh thoảng làm việc như một giọng ca chính, nhưng đã trở lại với đĩa đơn "Love Inside" vào năm 1994, là một hit 50 ở Anh, và album This Time vào năm 1996. Kể từ đó, cô đã cung cấp giọng hát khách mời hoặc hát lại các bản thu âm của các nghệ sĩ khác bao gồm Alpha Blondy, Burning Spear, Jimmy Cliff, The Heptones và Yami Bolo.

## Album
- Sharon (1974), Ashanti
- This Time (1996), VP